# Vorkammerzündkerze
Vorkammerzündkerzen (oder kürzer Vorkammerkerzen oder engl. Prechamber Spark Plugs) sind eine Möglichkeit zur Unterstützung des Zündungs- und Entflammungsprozesses bei fremdgezündeten Motoren, die mit mageren, d. h. überstöchiometrischen Gemischen betrieben werden.

## Motivation
Bei Ottomotoren, die mit mageren Gemischen betrieben werden, kann die Brenndauer durch den Einsatz von Vorkammerzündung verkürzt werden. D.h. die mit der Gemischverdünnung im Magerbetrieb normalerweise abnehmende Flammenfrontgeschwindigkeit kann (zum Teil) kompensiert werden.
Bei sehr großen Stationärgasmotoren sind im Zylinderkopf integrierte Vorkammern mit eingeschraubter Hakenzündkerze üblich, bei sonstigen Magergasmotoren eher Vorkammerkerzen. Bei der Vorkammerkerze ist die Vorkammer und die Zündkerze untrennbar in einem Bauteil kombiniert. Das relative Vorkammervolumen ist deutlich kleiner als bei Vorkammerdieselmotoren. Das Verhältnis Vorkammervolumen zu Kompressionsendvolumen beträgt bei Vorkammerkerzen in der Regel weniger als 2 %.

## Funktionsweise
Hauptbrennraum und Vorkammer sind durch sogenannte Überströmbohrungen verbunden. Während der Kompressionsphase strömt aufgrund der Druckdifferenz Gemisch aus dem Hauptbrennraum in die Vorkammer und erzeugt dabei eine vorteilhafte intensive, turbulente Strömung. Nach der Zündung in der Vorkammer werden durch den Druckanstieg Fackelstrahlen (flame jets) in den Hauptbrennraum geschossen und entflammen dort das Hauptbrennraumgemisch weiträumig. Gleichzeitig erhöhen die Fackelstrahlen das Turbulenzniveau im Hauptbrennraum, wodurch die Flammenfrontgeschwindigkeit zusätzlich steigt. Im Vergleich zu Hakenkerzen wird bei der Vorkammerkerze die gleiche Schwerpunktlage (zeitliche Lage der Verbrennung, d. h. Zeitpunkt mit 50 % Kraftstoffumsatz) bei etwas späterem Zündzeitpunkt (ca. 5 °KW) erreicht.
Neben der schnelleren Verbrennung zeichnet sich die Vorkammerzündung durch geringe zyklische Schwankungen aus, da die Entflammung von der schwankenden Zylinderinnenströmung entkoppelt ist.
Die Verbesserungen der Verbrennung durch diese sogenannten passiven Vorkammerkerzen ermöglichen eine Abmagerbarkeit bis ca. {\displaystyle (\lambda =1,8)}.

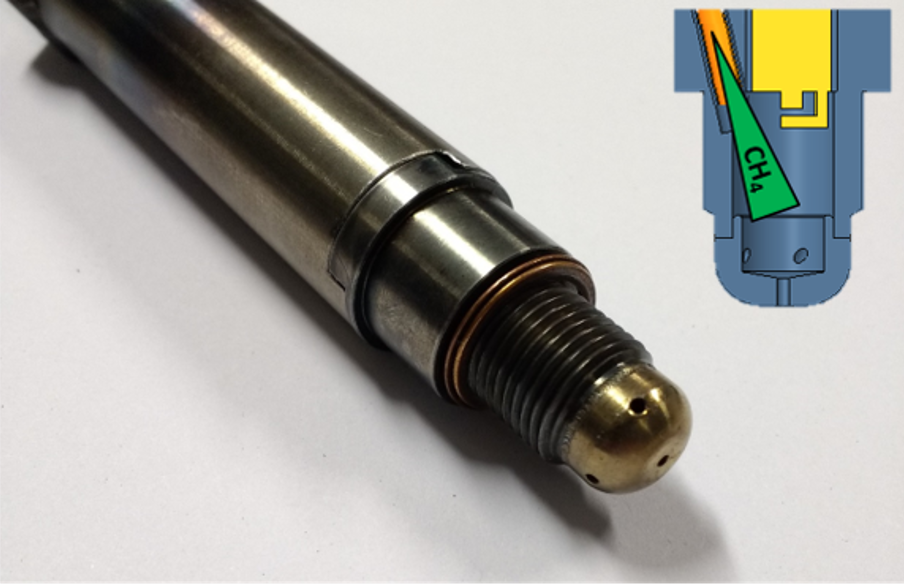
Gespülte Vorkammerkerze mit Methanzufuhr über eine Kapillare

Für eine noch weitere Abmagerung ca. {\displaystyle (\lambda >1,8)} sind sogenannte aktive Vorkammersysteme erforderlich, bei denen durch eine lokale Gemischanreicherung in der Vorkammer die Entflammungseigenschaften deutlich verbessert werden können. Die Gemischanreicherung kann direkt oder indirekt erfolgen. Bei der direkten Anreicherung wird der zusätzliche Kraftstoff durch Einblasung oder Einspritzung durch ein Ventil oder eine Kapillare direkt in die Vorkammer eingebracht. Bei der indirekten Anreicherungen erfolgt die Einblasung oder Einspritzung außerhalb der Vorkammer und das angereicherte Gemisch wird während der Verdichtungsphase mit der Strömung in die Vorkammer transportiert (z. B. BPI-Verfahren).

## Einsatz
Vorkammerkerzen werden neben dem Einsatz in stationären Gasmotoren (meist als Antrieb für Blockheizkraftwerke) auch in Sportmotoren eingesetzt. Vorkammerkerzen sind auch für hochdrehende Motoren geeignet.

## Forschung
Die Vorteile der Vorkammerkerze bei warmem Motor und Betriebspunkten mit hoher Last kehren sich bei Kaltstart und im Teillastbetrieb um. Die kalten Oberflächen in der Vorkammer können dann die Entflammung sogar verschlechtern. In der Forschung werden weitere Funktionen der Vorkammerzündung entwickelt und untersucht. Beispielsweise durch Verwendung einer Glühkerze zur betriebspunktabhängigen Anpassung der Vorkammertemperatur. Die Glühkerze wird dabei alternativ oder zusätzlich zur Funkenzündung (z. B. HSASI-Verfahren) verwendet.